# Neagoe Basarab
Neagoe Basarab V, rum. Neagoe Basarab (zm. 15 września 1521) – hospodar wołoski w latach 1512–1521.
Pochodzenie Neagoe Basaraba jest niepewne. Według oficjalnych genealogii władców rumuńskich, miał być synem hospodara Basaraba Młodego. Najprawdopodobniej było to fałszerstwo, mające na celu uzyskanie praw do tronu wołoskiego, a faktycznie mógł być synem marszałka Pârvu Craiovescu, reprezentanta możnej rodziny bojarskiej Craiovești, dominującej na Wołoszczyźnie na przełomie XV i XVI w.
Tron objął po śmierci Włada V Młodego (Vlăduța), który próbował uwolnić się spod wpływów rodziny Craiovești i został pokonany przez ściągnięte przez nich wojska tureckie, a następnie zabity. Neagoe zawdzięczał tron wspomnianym Craiovești, a następnie przez cały okres swojego panowania (stosunkowo długiego jak na ówczesne warunki) pozostawał pod ich kuratelą. Trudno dzisiaj ocenić, jakie spośród działań podjętych na rzecz centralizacji władzy wołoskiej były inicjatywą samego hospodara, a jakie rodziny Craiovești, która pewna swojej kontroli nad poczynaniami Neagoe umacniając władzę centralną umacniała swoją pozycję w państwie. Utrzymywał dobre stosunki z Węgrami, mimo płacenia trybutu Imperium Osmańskiemu. Nawiązał także kontakty dyplomatyczne z papiestwem, podejmując także działania na rzecz zażegnania konfliktu między Kościołem katolickim a prawosławnym.
Neagoe Basarab zaznaczył się na polu kultury. Był fundatorem cerkwi metropolitarnej w Curtea de Argeș, stanowiącej wyjątkowe osiągnięcie architektury wołoskiej, która stała się źródłem wielu wątków popularnych w sztuce nie tylko wołoskiej, ale także i mołdawskiej. Rozpoczął również budowę soboru metropolitalnego w Târgoviște, nie dożył jednak jej ukończenia.
Z Neagoe Basarabem związane są napisane w języku bułgarskim tzw. „Pouczenia Neagoe Basaraba dla syna jego Teodozjusza” obejmujące rozważania z różnych dziedzin (religia, polityka itd.) – prawdopodobnie jednak powstały one kilkadziesiąt lat po jego śmierci.
Jego synem był Teodozjusz, zarazem następca na tronie hospodarskim (po godność tę sięgnęło także dwóch jego zięciów: Radu z Afumați z dynastii Basarabów na Wołoszczyźnie i Ștefăniță z dynastii Muszatowiczów w Mołdawii).